# Gladioferens antarcticus
Gladioferens antarcticus is een eenoogkreeftjessoort uit de familie van de Centropagidae. De wetenschappelijke naam van de soort is voor het eerst geldig gepubliceerd in 1994 door Bayly.